# International Accounting Standard 10
Der International Financial Reporting Standard 10 (IAS 10) ist eine Rechnungslegungsvorschrift des International Accounting Standards Board (IASB), der die Bilanzierung und Anhangsangaben von Ereignissen nach dem Bilanzstichtag behandelt.

## Zielsetzung
Der Standard regelt,
- wann ein Unternehmen Ereignisse nach dem Bilanzstichtag in seinem Jahresabschluss zu berücksichtigen hat und

- welche Angaben ein Unternehmen über Ereignisse nach dem Bilanzstichtag zu machen hat (IAS 10.01).

Maßgeblich ist dabei der Zeitraum zwischen dem Bilanzstichtag und dem Tag, an dem der Abschluss von der Geschäftsleitung bzw. vom Aufsichtsrat zur Veröffentlichung freigegeben wird (IAS 10.17).

## Kernaussagen
Bei den Ereignissen nach dem Bilanzstichtag ist zwischen
- berücksichtigungspflichtigen Ereignissen der Wertaufhellung (IAS 10.08) und
- nicht zu berücksichtigenden Ereignissen der Wertbegründung (IAS 10.10) zu unterscheiden.

Berücksichtigungspflichtige Ereignisse erfordern eine Anpassung der in der Bilanz/Gewinn- und Verlustrechnung erfassten Beträge (IAS 10.08). Nicht zu berücksichtigende Ereignisse führen dagegen zu keiner Anpassung der bereits erfassten Beträge (IAS 10.10). Sofern die Ereignisse wesentlich sind, sind für nicht zu berücksichtigende Ereignisse Anhangsangaben über die Art des Ereignisses und eine Schätzung der finanziellen Auswirkungen erforderlich (IAS 10.21).

## Beispiele
für berücksichtigungspflichtige Ereignisse nach dem Bilanzstichtag (IAS 10.09):
- Die Beilegung eines Gerichtsverfahrens, für das im Berichtszeitraum eine Rückstellung gebildet wurde.
- Informationen, dass ein Vermögenswert am Bilanzstichtag wertgemindert war. So bestätigt die Insolvenz eines Kunden nach dem Bilanzstichtag, dass die entsprechende Forderung entsprechend anzupassen ist.
- Die Entdeckung von Betrug oder von Fehlern.

für nicht zu berücksichtigende Ereignisse nach dem Bilanzstichtag (IAS 10.11 und 10.12):
- Das Sinken des Marktwerts von Finanzinvestitionen.
- Ein Dividendenausschüttungsbeschluss führt nicht zu einer Umqualifizierung des Betrags von Eigenkapital zu Fremdkapital.

## Weblink
- Die von der EU übernommenen IAS/IFRS Texte (PDF; 2,3 MB)